# Ardisia ebingeri
Ardisia ebingeri är en viveväxtart som beskrevs av C.L. Lundell. Ardisia ebingeri ingår i släktet Ardisia och familjen viveväxter. Inga underarter finns listade i Catalogue of Life.